# Georges Barbarin
 (septembre 2024).
Si vous disposez d'ouvrages ou d'articles de référence ou si vous connaissez des sites web de qualité traitant du thème abordé ici, merci de compléter l'article en donnant les références utiles à sa vérifiabilité et en les liant à la section « Notes et références ».
Pour les articles homonymes, voir Barbarin.
Georges Barbarin, né le 17 novembre 1882 à Issoudun et mort avec son épouse dans l'incendie de son domaine le 1er août 1965 à Bormes-les-Mimosas, était un poète, écrivain et journaliste français.

## Thèmes
Après 1936, il s'est consacré à des théories pseudo-scientifiques sur la destination de la pyramide de Khéops, au développement personnel, ainsi qu'à l'histoire parallèle et l'archéologie non officielle.
Selon lui, la pyramide de Khéops aurait été une Bible de pierre, construction prophétique contenant les dates clefs de l'histoire de l'humanité passées et futures.[réf. nécessaire]

## Publications

### Ésotérisme
- Les Destins occultes
- Recherche de la nième dimension

### Spiritualité
- Dieu mon copain
- Dieu est-il tout puissant ?
- Réhabilitation de Dieu

### Développement individuel
- Comment on soulève les montagnes
- La Réforme du caractère

### Vie pratique
- Apprenez à bien parler
- Le Scandale du pain (Nizet, 1956)
- L'Initiation sentimentale

### Roman
- Les Réincarnations de Dora - Tome 1 (Flammarion, 1960)

### Articles
- « La pluie et le beau temps », L'Image, no 5,‎ 24 juin 1932, p. 25 (lire en ligne)
- « Amour à la page », L'Image, no 15,‎ 24 juin 1932, p. 29 (lire en ligne)
- « Après les fêtes », L'Image, no 44,‎ 13 janvier 1933, p. 3 (lire en ligne)
- « Petits conseils aux spectateurs de cinéma », L'Image, no 58,‎ 21 avril 1933, p. 3 (lire en ligne)
- « Cinématophonie », L'Image, no 67,‎ 23 juin 1933, p. 3 et 4 (lire en ligne)
- « Cinéma's », L'Image, no 82,‎ 6 octobre 1933, p. 21 (lire en ligne)

### Divers
- Dieu est-il mathématicien?, Paris, Astra, 1945, 159 p.
- L'Œil de la tempête, Paris, Aillaud, Bastos et Cie, coll. « Les Deux sirènes », 1947, 319 p. (OCLC 759740815, BNF 31759748)
- L'Après-mort
- Le Secret de la Grande Pyramide ou la Fin du monde adamique, Paris, Éditions Adyar, 1945 (réimpr. 1955, 1966, 1969, 1974, 1988) (1re éd. 1936), 118 p., publié également aux éditions « J'ai lu » dans la collection « L'Aventure mystérieuse » (no A 216) à partir de l'année 1969 (OCLC 13436709, BNF 34566042)
- L'Énigme du Grand Sphinx,, Paris, Éditions Adyar (1re éd. 1946), 148 p., publié également aux éditions « J'ai lu » dans la collection « L'Aventure mystérieuse » (no A 229) à partir de l'année 1969, p. 148
- Les Derniers Temps du monde
- L'Antéchrist et le jugement dernier (Dervy, 1951)
- La Danse sur le volcan (Atlantide, Lémurie, Continents futurs) (Éd. Adyar, 1938)
- Le Problème de la chair
- Le Livre de la mort douce (Éd. Adyar)
- La Clé (Éd. du prieuré de Bazainville) en collaboration avec Grace Gassette
- Faites des miracles
- Le Jeu passionnant de la vie
- Guérison par la foi
- Le Mysticisme expérimental
- Comment vaincre peurs et angoisses
- La vie commence à 50 ans
- L'Ami des heures difficiles
- Demande et tu recevras
- Vivre divinement
- Le Calendrier spirituel
- L'Optimisme créateur
- L'Invisible et moi (Éd. Adyar)
- Les Clés du bonheur
- Sois un as
- Réhabilitation de dieu
- La Reforme du caractère
- Le Règne de l’amour
- La Vie agitée des eaux dormantes, Paris, Éditions Stock, coll. « Les livres de nature » (no 42), 1941 (1re éd. 1937), 192 p. (OCLC 4472441, BNF 41622169)
- Le Règne de la bête : l'autorité contre l'individu, Paris, Fuhrmann, 1939, 155 p. (OCLC 42665966)